# Trichosirocalus thalhammeri
Trichosirocalus thalhammeri är en skalbaggsart som först beskrevs av Schultze 1906.  Trichosirocalus thalhammeri ingår i släktet Trichosirocalus, och familjen vivlar. Enligt den svenska rödlistan är arten otillräckligt studerad i Sverige. Arten förekommer i Götaland. Artens livsmiljö är havsstränder.